# 레일리 페이딩
레일리 페이딩(Rayleigh fading)은 무선 장비에서 사용하는 라디오 신호(무선 신호)의 전파 환경의 효과에 대한 통계 모델로, 라디오 신호의 전파되는 환경 영향성 파악이 목적이다. 신호 강도는 전송 매체(통신 채널이라고도 함)을 통과하면서 레일리 분포(Rayleigh distribution)에 따라서 무작위로 변하고 점점 줄어든다고 가정한다.
레일리 페이딩은 높은 건물이 많은 도시 환경에서의 무선 신호 효과와 마찬가지로 지구의 대류층,이온층의 신호 전파 모델로 적합하다. 레일리 페이딩은 송신기와 수신기 사이에 LOS(Line-of-sight) 경로의 전파가 없을 때 가장 적합하다. 만약에 LOS 경로로 주요 신호가 있을 때는 라이시안 페이딩이 더 적합할 것이다.

## 모델
레일리 페이딩은 무선 경로에 많은 물체가 있어서 무선신호가 수신기에 도착하기 전까지 신호가 산란 혹은 분산되는 환경에서 합리적인 모델이다.
중심 극한 정리에 따라서, 만약 충분히 많은 신호 산란이 있다면 채널 응답은 개별적인 요소들의 분포와는 관계없이 가우시안 분포와 같이 모델링된다. 만약에 신호가 산란되어 주요 신호요소가 없다하자. 그러면 이 신호는 평균은 0이 되고 위상은 0 과 2π rad 사이에 균일하게 분포된다.
이때, 이 채널 응답의 포락선은 레일리 분포(Rayleigh Distribution)를 따르게 된다.
이 확률 변수 {\displaystyle P_{r}(r)}은 다음과 같은 확률 밀도 함수를 가진다.
{\displaystyle P_{r}(r)={\frac {r}{\sigma ^{2}}}e^{\left(-{\frac {r^{2}}{2\sigma ^{2}}}\right)}\ ,\ 0\leq r<\infty }
이때 {\displaystyle \sigma }는 표준편차이다.
채널 왜곡의 이득과 위상은 편리하게 복소수로 표현할 수도 있다. 이경우 레일리 페이딩은 채널 응답의 실수부와 허수부는 독립적이고 대등한 평균 0값의 가우시안 분포로 모델링되고 이때 채널 응답의 진폭은 그 두개의 가우시안 분포의 합이다.

## 응용성
수많은 산란 요소가 있다는 요건은 레일리 페이딩이 "수신기와 송신기 사이에 LOS신호가 없고 많은 빌딩과 신호를 감소, 반사, 굴절, 회절시키는 다른 물체가 존재하는" 건물이 많이 세워진 도심지에서 유용한 모델이라는 것을 의미한다. 맨하탄에서의 실험에서 레일리 페이딩에 가까운 결과가 나왔다. 대류층과 이온층의 신호 전파에서 대기층의 입자들은 신호 산란의 요소로써 작용하고 이런 종류의 환경은 레일리 페이딩과 비슷해진다. 환경이 위와 같고 수신기에서 강한 주요 신호가 수신되었을 때, 이는 주로 LOS신호에 기인한다. 그러면 확률 변수의 평균은 0이 아니게되고 그대신에 주요신호 경로의 전력레벨값 정도로 바뀐다. 이런 경우에서는 라이시안 페이딩(Rician fading)으로 더욱 잘 모델링될 수 있다.
레일리 페이딩이 소규모의 효과라는 것을 상기하자. 통신 채널에서는 "페이딩에 중첩되는 경로 손실(Path loss)이나 음영 손실(Shadowing)같은" 환경의 기본 특성이 있다. 얼마나 채널이 빨리 사라지는가는 얼마나 빨리 수신기 혹은 송신기가 이동을 하는가에 영향을 받는다. 움직임은 수신된 신호 요소에서 도플러 변이(Doppler shift)를 일으킨다. 다음 그림은 최대 도플러 쉬프트가 10Hz, 100Hz인 단일 경로 레일리 페이딩 채널을 통과한 1초간의 일정한 신호의 전력 변화를 보여준다. -(그림은 추후에 첨부할 예정)- 이런 도플러 쉬프트들은 각각 주파수 1800MHz에서 속도가 약 6km/h와 60km/h로 이동할때에 대응되며, GSM방식 휴대폰에서 운용되고 있는 주파수 중의 하나이다. 이것이 레일리페이딩의 기본적인 형태이다. 신호세기가 수천가지 요인에 의해 30-40 dB씩 떨어지는 'deep fade'라는 특수한 현상을 알아두자.

## 특성
레일리 페이딩은 특수한 성질을 가진 유도된 분포에 기초하기 때문에, 분석하기에 적합하다, 그리고 무선 네트워크의 성능에 영향을 미치는 중요한 특징은 분석 수식(analytic expressions)을 가진다.
여기서 논의하는 파라미터는 정적이지 않은(non-static) 채널에 대한 것임을 알린다. 만약에 채널이 시간에 따라 변하지 않으면, 명확히 감쇠하지 않고 대신에 특정 레벨을 유지하게 된다. 각각 산란된 요소가 독립적으로 페이드된다는 가정에 의해 서로가 상관성이 없는 케이스에서 채널의 특성을 분리하자. 앞서서 수신기, 송신기와 산란하는 것들 사이에서의 상대적인 움직임은 소개되었다. 페이딩은 이 요소간에 관련성을 띄어가며 시간에 변화하게 된다.

### 상관 관계
일정 속도에서의 이동에 동반된 레일리 페이딩된 채널의 일반화된 자기 상관 함수는 0차의 1종 베셀함수이다.
{\displaystyle \,\!R(\tau )=J_{0}(2\pi {f_{d}}\tau )}
최대 도플러 쉬프트가 {\displaystyle f_{d}}일 때 지연 {\displaystyle \tau }에서, 최대 도플러쉬프트값이 10Hz인 페이딩채널의 자기상관함수는 다음 그림과 같다 -(그림은 추후에 첨부할 예정)- 지연에 대하여 주기적이고 포락선은 최초 0번째 교차이후에 점점 약해진다.

## 같이 보기
- 페이딩
- 무선 통신